# ريان سوليفان
ريان سوليفان (بالإنجليزية: Ryan Sullivan)‏ هو لاعب غولف أمريكي، ولد في 3 مايو 1989 في أتلانتا في الولايات المتحدة.

## وصلات خارجية
- ريان سوليفان على موقع رابطة لاعبي الغولف المحترفين (الإنجليزية)
- ريان سوليفان على موقع التصنيف العالمي الرسمي للغولف (الإنجليزية)